# Anfilóquio de Carvalho Gonçalves
Anfilóquio de Carvalho Gonçalves (1862 — 1937) foi um escritor brasileiro.
Criou, em Florianópolis, o Teatro da Ubro (União Beneficente Recreativa Operária), junto de Ildefonso Juvenal. Também  participaram destre grupo importantes nomes da sociedade Florianopolitana como Antonieta de Barros, Maura de Senna Pereira, Trajano Margarida e Juvenal Melquíades.
Fundou a cadeira 9 da Academia Catarinense de Letras, da qual é patrono Feliciano Nunes Pires.